# Jinan Olympic Sports Center Stadium
Jinan Olympic Sports Center Stadium (chiń. 濟南奧林匹克體育中心體育場; pinyin Jǐnán Àolínpǐkè Tǐyùzhōngxīn Tǐyùchǎng) – wielofunkcyjny stadion w mieście Jinan, w Chinach. Został otwarty w 2009 roku. Może pomieścić 60 000 widzów. Obiekt jest częścią kompleksu sportowego Jinan Olympic Sports Center. Stadion był główną areną Chińskiej Olimpiady Narodowej 2009.